# Max Krauthausen
Max Krauthausen (* 2002 in Jülich) ist ein deutscher Kinderdarsteller.

## Karriere
Ab Staffel 3 der ZDF-Vorabendserie Herzensbrecher – Vater von vier Söhnen spielt er eine Hauptrolle als Bartholomäus „Bart“ Rix.

## Filmografie
- 2015–2016: Herzensbrecher – Vater von vier Söhnen[1]